# Missionarie dell'Immacolata Concezione della Beata Vergine Maria
Le Missionarie dell'Immacolata Concezione della Beata Vergine Maria (in spagnolo Misioneras Concepcionistas) sono un istituto religioso femminile di diritto pontificio: le suore di questa congregazione pospongono al loro nome la sigla M.I.C.

## Storia
Il 13 giugno 1850 la comunità delle suore della Sacra Famiglia di Mataró, dietro suggerimento del parroco Gabriele Battllevell, si staccò dalla casa madre di Bordeaux con l'intento di avviare una congregazione autonoma.
L'11 luglio 1850 Alfonsa Cavin, superiora della comunità, emise i voti davanti a José Domingo Costa y Borrás, vescovo di Barcellona, dando formalmente inizio al nuovo istituto.
La congregazione ottenne il pontificio decreto di lode l'11 gennaio 1891 e l'approvazione definitiva il 28 aprile 1902; le sue costituzioni vennero approvate definitivamente dalla Santa Sede il 14 giugno 1902.

## Attività e diffusione
Le suore si dedicano all'istruzione e all'educazione cristiana della gioventù e all'assistenza a orfani, anziani e ammalati.
Sono presenti in Europa (Italia, Spagna), nelle Americhe (Argentina, Colombia, Messico, Paraguay, Venezuela), in Africa (Camerun, Ghana, Guinea Equatoriale, Liberia, Togo); la sede generalizia è in via del Monte del Gallo a Roma.
Alla fine del 2008 la congregazione contava 404 religiose in 60 case.